# Герцогство Неаполь
Герцогство Неаполь — фактически независимое государство в Южной Италии в VII — XII веках, формальный вассал Византийской империи. В течение пяти веков своего существования принимало активное участие в политической борьбе в Италии.

## Неаполь в VI—VII веках

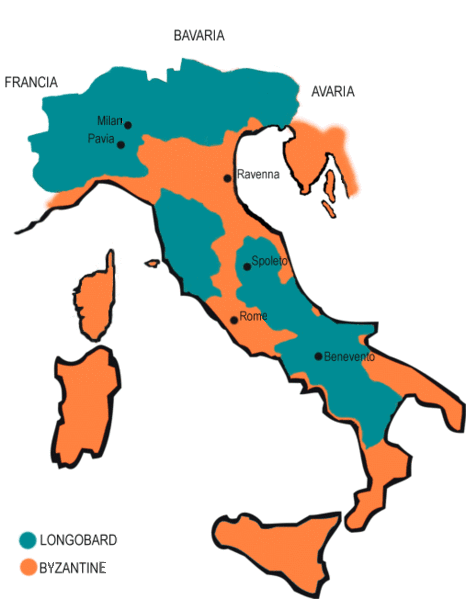
Италия в 572—573 году

Византийские императоры после падения Западной Римской империи не перестали рассматривать её земли как часть своей, тоже Римской, империи. При императоре Юстиниане I (527—565), наконец, сложились благоприятные условия для подчинения Константинополю независимых варварских королевств. В результате двадцатилетних византийско-готских войн Византийская империя ликвидировала Королевство остготов и установила свой полный контроль над Италией. Однако прошло тринадцать лет, и в 568—572 году, после смерти императора Юстиниана I, лангобарды завоевали всю Северную и большую часть остальной Италии и создали здесь собственное Лангобардское королевство.
В это время Неаполь был значительным городом с населением 30 000—35 000 человек, и он сумел остаться не завоеванным лангобардами.
Для эффективной борьбы с новыми противниками земли Центральной и Южной Италии, оставшиеся под контролем Византии, были объединены в так называемый Равеннский экзархат, правитель которого пользовался почти императорской властью.
В 615 году Неаполь восстал против экзарха. После подавления восстания экзарх Элевферий учредил в Неаполе в 638 году новую административную единицу — герцогство во главе с дукой (греческий титул «дука» эквивалентен западному «герцог»). Неаполитанский дука назначался на свой пост экзархом и подчинялся византийскому стратигу Сицилии. Учреждённое таким образом герцогство охватывало территорию, примерно соответствующую современной провинции Неаполь, и включало в себя, помимо собственно города, окрестности Везувия, полуостров Сорренто, Джулиано, Аверсу, Афраголу, Нолу, а также острова Искья и Прочида.
В 661 году император Констант II, единственный из византийских императоров переселившийся в Италию, даровал Неаполю право самоуправления. Неаполитанский герцог Василий, обладал значительной властью, а под контроль герцогства перешли Гаэта и Амальфи. В эту эпоху Неаполитанское герцогство продолжало оставаться греческим по населению и языку, а на местных монетах чеканились профили императоров и греческие надписи.

## Неаполь под сюзеренитетом папы
В VIII веке Неаполь постепенно выходит из под контроля Византии и принимает покровительство римских пап. Назначенный Византией герцог Иоанн I (711—719 годы) в своей борьбе против лангобардов не дождался помощи от императора, но зато получил поддержку из Рима. Начало иконоборческой смуты в Византии привело к разрыву пап с Византией, и примеру понтификов последовали неаполитанские герцоги. В 763 году герцог Стефан II признал сюзеренитет пап над Неаполем. Правление Стефана II означало для Неаполя поворот от иконоборческой Византии к папскому Риму.

Герцогство Неаполь в IX веке

В начале IX века латинский язык вытесняет греческий из официальных документов, неаполитанские монеты начинают чеканиться с латинскими надписями, а место императора на монетах занимает святой Януарий — покровитель города. Документы по-прежнему датировались годами правления византийских императоров, но фактически византийцы не имели никакого контроля над герцогством. Так, в 812 году император призвал своих итальянских вассалов поддержать византийский флот на Сицилии в борьбе против арабских пиратов, но неаполитанский герцог Анфим проигнорировал императорский приказ. В то же время города Гаэта и Амальфи, входившие в состав герцогства, направили свой флот на Сицилию. Таким образом, неаполитанцы продемонстрировали свою независимость от Константинополя, а их вассалы, напротив, исполнили свой долг перед императором.
В VIII—IX веках достоинство герцога не было наследственным. В 818 году стратиг Сицилии назначил герцогом Неаполя Феоктиста, не дождавшись согласия императора. Константинополь не признал это назначение и направил в Неаполь своего герцога — Феодора II. В 821 году последний, в свою очередь, был изгнан из Неаполя, а пост перешёл к избранному местным населением Стефану III.

## Образование и развитие наследственного герцогства

Герцогство Неаполь и его соседи в 1000 году

В 840 году на неаполитанский престол вступил герцог Сергий I, не дожидаясь утверждения в Константинополе. В 850 году Сергий I назначил своего сына соправителем, положив начало передачи власти в герцогстве по наследству. В течение IX века Неаполь стал сильной региональной державой, принимая участие в многочисленных местных конфликтах. В отличие от торговых центров Гаэты и Амальфи, добившихся фактической независимости от герцогов, Неаполь обладал значительным военным флотом, принявшим участие в битве при Остии против сарацин в 849 году. В определённые моменты Неаполь объединял свои силы с мусульманами против сильных лангобардских соседей — княжеств Беневенто и Капуи. Долгое противостояние с последними в итоге привело к уменьшению территории герцогства.
Расцвет Неаполитанского герцогства приходится на правление герцога-епископа Афанасия и его ближайших преемников (двое из них, Григорий IV и Иоанн II, приняли участие в 915 году в битве при Гарильяно). Затем герцогство постепенно приходит в упадок, а на короткое время (1028—1029) покоряется своему соседу Пандульфу IV, князю Капуи, прозванному «Волк из Абруцци».

## Потеря независимости
В борьбе против Капуи герцог Сергий IV призвал на помощь норманнов и первым из южноитальянских правителей даровал им лен — графство Аверсу (1030 год). Для укрепления своих связей с новым графом Аверсы Райнульфом Дренго Сергий IV отдал ему в жёны свою сестру. После её смерти (1034) Райнульф перешёл на сторону князя Капуи, а разочарованный Сергий IV оставил власть и ушёл в монастырь. Сын Сергия IV Иоанн V вступил в союз с князем Салерно Гвемаром IV и сумел сохранить независимость Неаполя.
В результате умелого лавирования неаполитанские герцоги дольше всех своих соседей сохраняли свою независимость от норманнов. Лишь в 1137 году Сергий VII признал своим сюзереном Рожера II и в качестве его вассала принял участие в битве при Риньяно против Райнульфа Алифанского, в которой и погиб 30 октября 1137 года. После гибели герцога в Неаполе было установлено республиканское правление, но уже в 1139 году неаполитанцы признали власть Рожера II. Титул герцога Неаполя Рожер II пожаловал своему сыну Альфонсо, но последний правил Неаполем лишь как королевский вассал. После смерти Альфонсо в 1144 году Неаполь окончательно перешёл под прямое управление короны.

## Список герцогов Неаполя

### Назначенные герцоги
- 661—666: Василий
- 666—670: Феофилакт I
- 670—673:: Косьма
- 673—677: Андрей I
- 677—684: Цезарий I
- 684—687: Стефан I
- 687—696: Бонелл
- 696—706: Феодосий
- 706—711: Цезарий II
- 711—719: Иоанн I
- 719—729: Феодор I
- 729—739: Георгий
- 739—755: Григорий I
- 755—766: Стефан II
- 767—794: Григорий II
- 794—801: Феофилакт II
- 801—818: Анфим
- 818—821: Феоктист
- 821: Феодор II
- 821—832: Стефан III
- 832—834: Бон
- 834: Лев
- 834—840: Андрей II
- 840: Контард

### Наследственные герцоги
- 840—864: Сергий I
- 864—870: Григорий III
- 870—877/878: Сергий II
- 877/878—898: Афанасий
- 898—915: Григорий IV
- 915—919: Иоанн II
- 919—928: Марин I
- 928—968: Иоанн III
- 968—992: Марин II
- 992—997/999: Сергий III
- 997/999—1002: Иоанн IV
- 1002—1034/1036: Сергий IV
  - 1027—1029/1030: под контролем Пандульфа IV
- 1034/1036—1042: Иоанн V
- 1042—1077/1082: Сергий V
- 1077/1082—1107: Сергий VI
- 1107—1120/1123: Иоанн VI
- 1120/1123—1137: Сергий VII